# Edsås och del av Skaftared
Edsås och Skaftared är två byar i Hemsjö socken som bildar, dock bara en del av Skaftared, en småort i Alingsås kommun. Både Skaftared och Edsås har utsikt över sjön Färgen.